# Andreas Hinterstoisser
Andreas Hinterstoisser (skrivs på tyska Hinterstoißer), född 3 oktober 1914 i Bad Reichenhall i Tyskland och död 21 juli 1936 på Eiger, nära Grindelwald i Schweiz, var en framgångsrik tysk bergsklättrare under 1930-talet. Hinterstoisser var tillsammans med Toni Kurz, Willy Angerer och Eduard Rainer de tredje, fjärde, femte och sjätte att försöka bestiga den fruktade nordsidan av berget Eiger, något ingen då hade klarat.

## Biografi
Hinterstoisser klättrade ofta tillsammans med Toni Kurz, en barndomsvän. De klättrade främst i de svåraste passagerna i Berchtesgadealperna, och var bland de största klättrarna i Tyskland på sin tid.
1932 besteg han Rotleitenschneid från nordostsidan. 1934 besteg han tillsammans med Kurz ”Berchtesgadener Hochthron”, nära Berchtesgaden från sydväst. 1935 besteg de sydkanten av berget Watzmann samt Wartsteinkante på berget Reiter Alm. Året därpå var de igen på Berchtesgadener Hochthron, men dessutom på höga bergstoppen Mühlsturzhorn (eller Mühlsturztoppen), en brant topp i sydöstra Tyskland. 
Men, första gången han på riktigt rönte uppmärksamhet var vid försöket att bestiga Eigers nordsida.
Namnet Hinterstoisser uttalas med skarpt S och på tyska används vanligen stavningen Hinterstoißer (förutom i Schweiz och Liechtenstein).

## Eigerklättringen

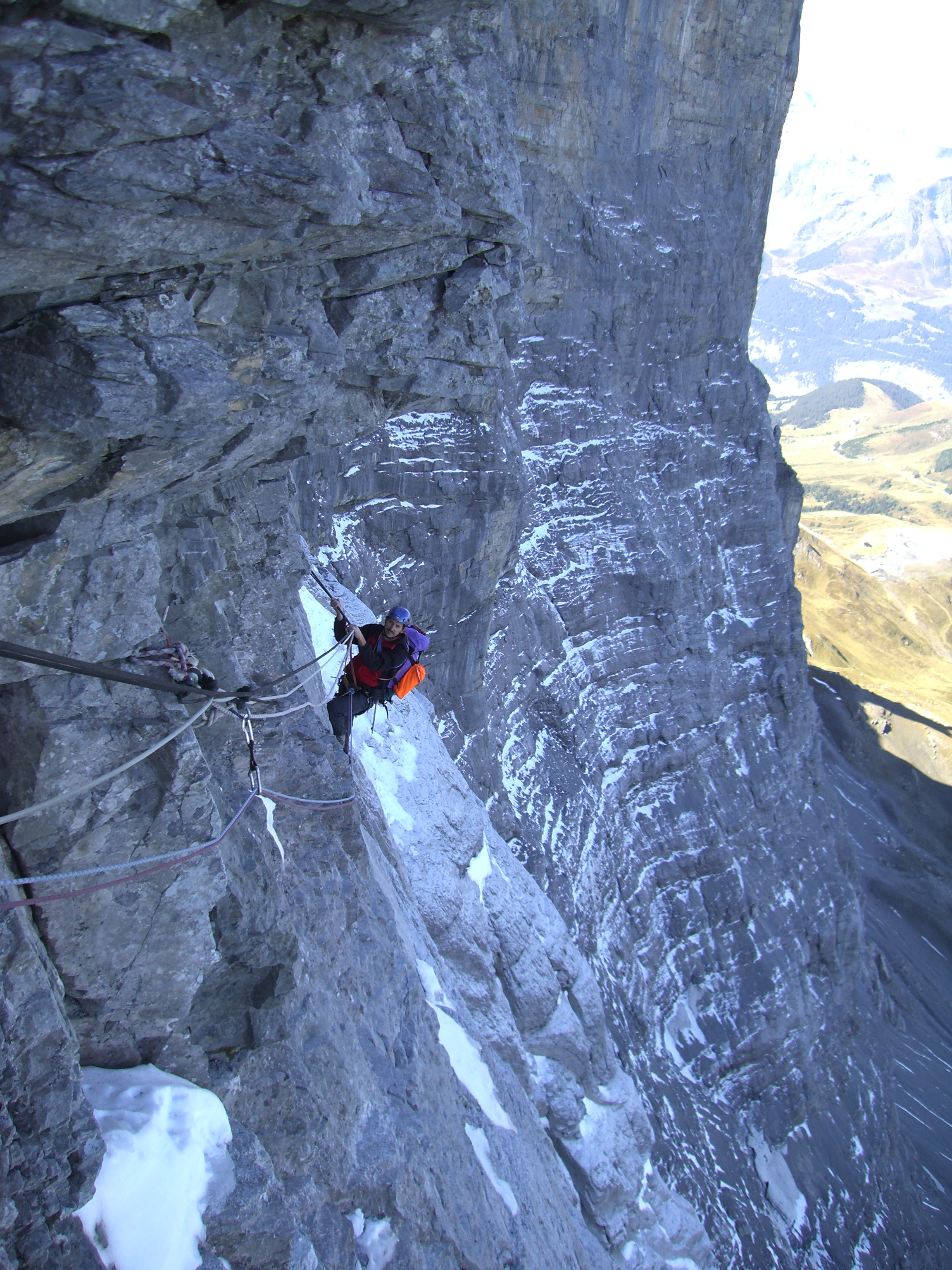
Hinterstoissertraversen 2006

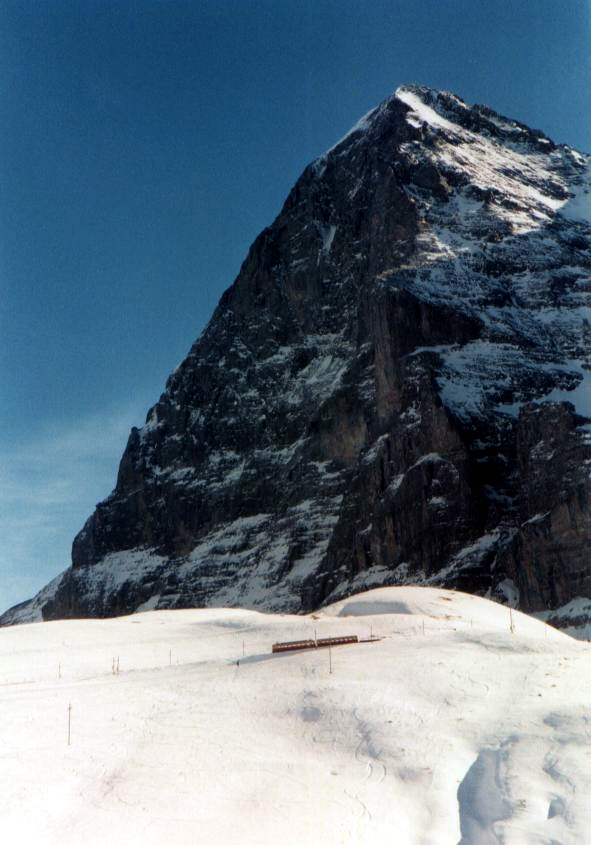
Eigers nordvägg

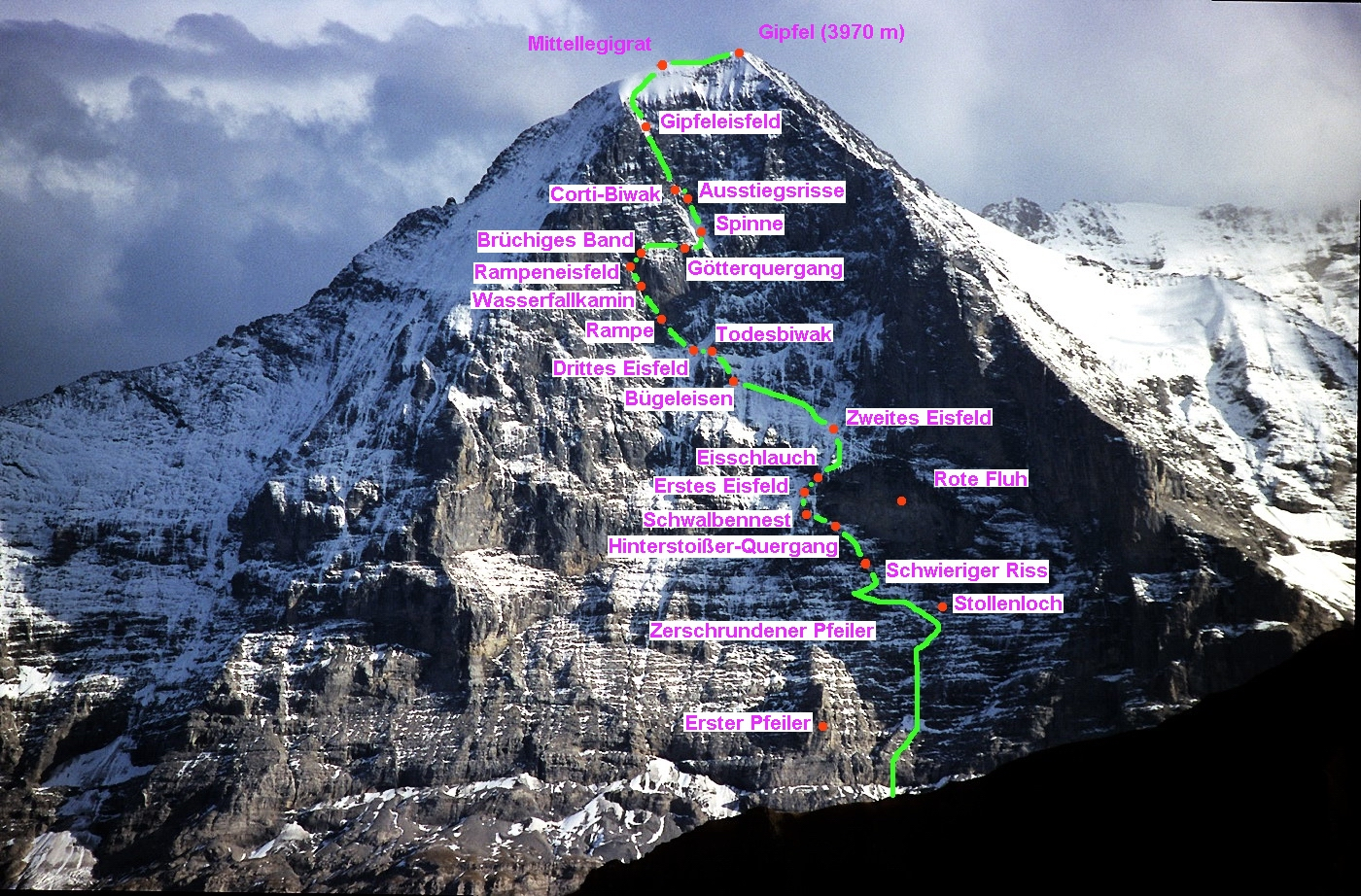
Hinterstoisser-Kurz-rutten, som senare skulle komma att användas av Heckmair, Vörg, Harrer och Kasparek

Eiger är ett 3 970 högt berg, nära byn Grindelwald, "bakom" Brienzsjön och Interlaken i Schweiz. Eiger har länge ansetts som ett av de mest svårbestigna bergen, särskilt dess nordsida. Delvis beror det på vädret, som snabbt kan ändras och laviner som visar sig ofta.

### Förberedelser
Det var 1936: Alpernas alla berg, utom ett var redan bestigna. ”Alpernas enda problem” kallades Eiger och i samband Olympiska spelen 1936 utlovade Adolf Hitler en medalj till den som först kunde bestiga berget. Träningsläger anordnades och man började bygga upp förväntningar och planer för händelsen. Dock sägs skälet för Hinterstoißers och Kurz’ försök inte vara Hitlers medalj utan strävan efter äventyret.
Tidigare hade de två tyskarna Max Sedlmayer och Karl Mehringer försökt (1935). De nådde inte toppen och avled under klättringen. Från början var Hinterstoisser och Kurz framför allt Kurz, skeptiska till att bestiga Eiger. Det dröjde länge innan de slutligen bestämde sig för att försöka. Även Willy Beck, Kurt Löwinger och Georg Löwinger hade tidigare försökt (1934) men drog till reträtt redan vid 2 800 meters höjd.
Nedanför Eigers fot finns en liten by, med namnet Kleine Scheidegg, där Eigerturisterna ofta samlas vid klättringar. Så var det också när Hinterstoisser och Kurz var där, och där samlades de flesta klättrarna samt turister och journalister.
Innan Hinterstoisser och Kurz tog sig till Eiger tillverkade de bergskilar och andra verktyg själva. De hade, trots sin förmåga, inte särskilt gott om pengar; Hinterstoisser och Kurz tog sig fram till Eiger på cykel, ända ifrån Tyskland.

### Hinterstoisser på Eiger
Efter att ha varit på plats vid Eiger i några dagar bestämde klättrarna sig för en rutt som sedan skulle komma att kallas Hinterstoisser-Kurz-rutten. Rutten användes av tyskarna Heckmair och Vörg och österrikarna Harrer och Kasparek, vilka två år senare blev de första som lyckades bestiga toppen. Hinterstoisser och Kurz startade tidigt på morgonen, innan de båda österrikarna. Egentligen var österrikarna och tyskarna konkurrenter, men väl uppe på berget tog de hjälp av varandra.
Hinterstoisser började starkt och lyckades med ett långt hopp med hjälp av rep och andra verktyg komma över från en platå till Första isfältet. Hans manöver med ett antal repstumpar och flera ”klykor” ledde honom över. Platsen kom senare att kallas för Hinterstoissertraversen (Hinterstoißer-Quergang på tyska). När alla de övriga kommit över drog Hinterstoiser tillbaka repet och tog med sig det. Detta kom dock senare att hindra en snabb reträtt över traversen.
Efter ett tag blev vädret ännu svårare och Angerer eller Rainer skadade sig på 3 400 meters höjd och man bestämde sig för reträtt. Reträtt är ofta nödvändigt vid skador, då kroppen inte klarar av sådant lika lätt i kylan och under de övriga hårda förhållandena som råder på berget. Reträtt var alltså nödvändigt för att han skulle ha en chans att överleva. En snöstorm och flera laviner försvårade det hela och avsaknaden av rep blev ödesdiger. Efter ett tag var de tillbaka vid Hinterstoissertraversen. De gjorde ett nytt försök att koppla rep och Hinterstoisser misslyckades med att åter ta sig över väggen, som var täckt av is. I flera timmar försökte han desperat komma över men gled varje gång ned och var tvungen att använda repet för att komma tillbaka. Då blev Hinterstoisser tvungen att ställa sig längre ned på berget och vänta på att de övriga skulle klättra ned. Efter en kraftig lavin som träffade Hinterstoisser och de båda österrikarna föll Hinterstoisser, som inte var säkrad, rakt nedför berget och störtade ca 1 000 meter ned. Han avled troligtvis redan av lavinens tryck.

## I media
- 1996 skrevs en 16-sidig artikel i den tyska tidskriften GEO.[4]
- The Beckoning Silence är en bok och en film ifrån 2007 om Toni Kurz och Andras Hinterstoisser och deras förberedelser inför och kampen på Eiger.[11] Filmen är 75 minuter lång och skapad av den kände klättraren Joe Simpson, som efter sin incident i Peru, som nästan slutade med döden kom tillbaka och arbetade med filmen.[11] I den här filmen spelas Hinterstoisser av bergsguiden och skidinstruktören[12] Simon Anthamatten.[13]
- 2008 släpptes en tyskproducerad film om klättringen.[7] Den heter Nordwand, eller North Face på engelska. Den tyske skådespelaren Florian Lukas spelade Andreas Hinterstoisser.[7]